# 김용석의 브런치카페
김용석의 브런치카페는 원주MBC FM4U, 춘천MBC FM4U, MBC강원영동 FM4U(원주 FM 98.9MHz, 춘천 FM 94.5MHz, 인제 FM 98.3MHz, 강릉 FM 94.3MHz, 양양 FM 90.7MHz, 삼척 FM 99.9MHz, 태백 FM 98.1MHz)에서 매일 오전 11시부터 낮 12시까지 김용석 아나운서가 진행하고 있는 강원특별자치도 전 지역의 클래식 음악, 팝 음악 전문 라디오 프로그램이다.

## 역대 DJ
| 대수 | 진행자 | 진행자 | 진행 기간       | 비고 |
| 대수 | 남성   | 여성   | 진행 기간       | 비고 |
| ---- | ------ | ------ | --------------- | ---- |
| 1대  | 김용석 | 빈칸   | 일자미상 ~ 현재 |      |

## 코너 소개

### 요일 코너
- 월요일 1,2부 : 청취자 사연과 신청곡
- 화요일 1,2부 : 청취자 사연과 신청곡
- 수요일 1,2부 : 청취자 사연과 신청곡
- 목요일 1부 : 청취자 사연과 신청곡
- 목요일 2부 : 벼나나, 놀자 뭐하니 (게스트 : 변정연 아나운서)
- 금요일 1,2부 : 청취자 사연과 신청곡
- 토요일 1부 : 청취자 사연과 신청곡
- 토요일 2부 : 엘리펀디의 인물탐구 (게스트 : 엘리펀디)
- 일요일 1부 : 청취자 사연과 신청곡
- 일요일 2부 : 노기환의 브런치 혹은 아점 (게스트 : 노기환 MC)

## 같이 보기
- 원주문화방송
- 춘천문화방송
- MBC강원영동 강릉방송국
- MBC강원영동 삼척방송국
- MBC FM4U
- 이석훈의 브런치카페